# ظهر
ظهر یا نیمروز به طور حدودی ساعت ۱۲ است، زمانی که عموماً حول میانه روز است و در بسیاری از کشورها مردم از حوالی ساعت آن برای وقت ناهار استفاده می‌کنند. متضاد نیم‌روز، نیم‌شب (ساعت ۲۴) است. 
ظهر نجومی، لحظه‌ای را توصیف می‌کند که خورشید در زمان خورشیدی ظاهری از نصف‌النهار سمت‌الراس می‌گذرد و خورشید در بالاترین ارتفاعش در آسمان قرار دارد. زمانی که در آن ظهر خورشیدی روی می‌دهد به نصف‌النهار محلی بستگی دارد.
در نیم‌کرهٔ شمالی، «ظهر» ارتباط باستانی جغرافیایی با «جنوب» داشت (همانطور که نیمه‌شب با «شمال» داشت). در فرانسوی «midi» و در ایتالیایی نیز «mezzogiorno»، هر دو به بخش‌های جنوبی کشورهای مذکور اشاره دارند. زبان‌های لهستانی نو و اوکراینی یک قدم پیش‌تر رفته‌اند، تا جایی که واژه‌های مربوط به ظهر («południe» و «південь») به معنای «جنوب» و واژه‌های مربوط به نیمه‌شب («północ» و «північ») به معنای «شمال» هم معنی می‌دهند. در زبان پارسی نیز به جنوب، «نیمروز» می‌گفته‌اند.
در ادبیات فارسی، به غذای ظهر، ناهار گفته می‌شود.

## جدول ظهر نصف‌النهاری
میانگین ظهر امروز (۲۸ اسفند ۱۴۰۳ خورشیدی) نصف‌النهار ساعتی جهانی و هر منطقه زمانی از جمله ایران: ساعت ۱۲:۰۸ (12:07:58)
| روز خورشیدی | روز میلادی | ظهر   | روز خورشیدی | روز میلادی | ظهر   | روز خورشیدی | روز میلادی | ظهر   |
| --- | ---------- | ----- | ----------- | ---------- | ----- | ----------- | ---------- | ----- |
| ۱ فروردین | ۲۱ مارس    | ۱۲:۰۷ | ۷ شهریور    | ۲۹ اوت     | ۱۲:۰۱ | ۲۰ آذر      | ۱۱ دسامبر  | ۱۱:۵۳ |
| ۵ فروردین | ۲۵ مارس    | ۱۲:۰۶ | ۱۰ شهریور   | ۱ سپتامبر  | ۱۲:۰۰ | ۲۲ آذر      | ۱۳ دسامبر  | ۱۱:۵۴ |
| ۸ فروردین | ۲۸ مارس    | ۱۲:۰۵ | ۱۳ شهریور   | ۴ سپتامبر  | ۱۱:۵۹ | ۲۴ آذر      | ۱۵ دسامبر  | ۱۱:۵۵ |
| ۱۲ فروردین | ۱ آوریل    | ۱۲:۰۴ | ۱۶ شهریور   | ۷ سپتامبر  | ۱۱:۵۸ | ۲۶ آذر      | ۱۷ دسامبر  | ۱۱:۵۶ |
| ۱۵ فروردین | ۴ آوریل    | ۱۲:۰۳ | ۱۹ شهریور   | ۱۰ سپتامبر | ۱۱:۵۷ | ۲۸ آذر      | ۱۹ دسامبر  | ۱۱:۵۷ |
| ۱۹ فروردین | ۸ آوریل    | ۱۲:۰۲ | ۲۲ شهریور   | ۱۳ سپتامبر | ۱۱:۵۶ | ۳۰ آذر      | ۲۱ دسامبر  | ۱۱:۵۸ |
| ۲۲ فروردین | ۱۱ آوریل   | ۱۲:۰۱ | ۲۵ شهریور   | ۱۶ سپتامبر | ۱۱:۵۵ | ۲ دی        | ۲۳ دسامبر  | ۱۱:۵۹ |
| ۲۶ فروردین | ۱۵ آوریل   | ۱۲:۰۰ | ۲۸ شهریور   | ۱۹ سپتامبر | ۱۱:۵۴ | ۴ دی        | ۲۵ دسامبر  | ۱۲:۰۰ |
| ۳۱ فروردین | ۲۰ آوریل   | ۱۱:۵۹ | ۳۰ شهریور   | ۲۱ سپتامبر | ۱۱:۵۳ | ۶ دی        | ۲۷ دسامبر  | ۱۲:۰۱ |
| ۵ اردیبهشت | ۲۵ آوریل   | ۱۱:۵۸ | ۲ مهر       | ۲۴ سپتامبر | ۱۱:۵۲ | ۸ دی        | ۲۹ دسامبر  | ۱۲:۰۲ |
| ۱۲ اردیبهشت | ۲ مه       | ۱۱:۵۷ | ۵ مهر       | ۲۷ سپتامبر | ۱۱:۵۱ | ۱۰ دی       | ۳۱ دسامبر  | ۱۲:۰۳ |
| ۲۴ اردیبهشت | ۱۴ مه      | ۱۱:۵۶ | ۸ مهر       | ۳۰ سپتامبر | ۱۱:۵۰ | ۱۲ دی       | ۲ ژانویه   | ۱۲:۰۴ |
| ۵ خرداد | ۲۶ مه      | ۱۱:۵۷ | ۱۱ مهر      | ۳ اکتبر    | ۱۱:۴۹ | ۱۴ دی       | ۴ ژانویه   | ۱۲:۰۵ |
| ۱۳ خرداد | ۳ ژوئن     | ۱۱:۵۸ | ۱۵ مهر      | ۷ اکتبر    | ۱۱:۴۸ | ۱۷ دی       | ۷ ژانویه   | ۱۲:۰۶ |
| ۱۸ خرداد | ۸ ژوئن     | ۱۱:۵۹ | ۱۸ مهر      | ۱۰ اکتبر   | ۱۱:۴۷ | ۱۹ دی       | ۹ ژانویه   | ۱۲:۰۷ |
| ۲۳ خرداد | ۱۳ ژوئن    | ۱۲:۰۰ | ۲۲ مهر      | ۱۴ اکتبر   | ۱۱:۴۶ | ۲۲ دی       | ۱۲ ژانویه  | ۱۲:۰۸ |
| ۲۸ خرداد | ۱۸ ژوئن    | ۱۲:۰۱ | ۲۷ مهر      | ۱۹ اکتبر   | ۱۱:۴۵ | ۲۴ دی       | ۱۴ ژانویه  | ۱۲:۰۹ |
| ۱ تیر | ۲۲ ژوئن    | ۱۲:۰۲ | ۴ آبان      | ۲۶ اکتبر   | ۱۱:۴۴ | ۲۷ دی       | ۱۷ ژانویه  | ۱۲:۱۰ |
| ۶ تیر | ۲۷ ژوئن    | ۱۲:۰۳ | ۱۲ آبان     | ۳ نوامبر   | ۱۱:۴۳ | ۳۰ دی       | ۲۰ ژانویه  | ۱۲:۱۱ |
| ۱۱ تیر | ۲ ژوئیه    | ۱۲:۰۴ | ۲۰ آبان     | ۱۱ نوامبر  | ۱۱:۴۴ | ۴ بهمن      | ۲۴ ژانویه  | ۱۲:۱۲ |
| ۱۷ تیر | ۸ ژوئیه    | ۱۲:۰۵ | ۲۶ آبان     | ۱۷ نوامبر  | ۱۱:۴۵ | ۹ بهمن      | ۲۹ ژانویه  | ۱۲:۱۳ |
| ۲۵ تیر | ۱۶ ژوئیه   | ۱۲:۰۶ | ۱ آذر       | ۲۲ نوامبر  | ۱۱:۴۶ | ۲۲ بهمن     | ۱۱ فوریه   | ۱۲:۱۴ |
| ۴ مرداد | ۲۶ ژوئیه   | ۱۲:۰۷ | ۴ آذر       | ۲۵ نوامبر  | ۱۱:۴۷ | ۷ اسفند     | ۲۶ فوریه   | ۱۲:۱۳ |
| ۱۴ مرداد | ۵ اوت      | ۱۲:۰۶ | ۷ آذر       | ۲۸ نوامبر  | ۱۱:۴۸ | ۱۲ اسفند    | ۳ مارس     | ۱۲:۱۲ |
| ۲۱ مرداد | ۱۲ اوت     | ۱۲:۰۵ | ۱۰ آذر      | ۱ دسامبر   | ۱۱:۴۹ | ۱۷ اسفند    | ۸ مارس     | ۱۲:۱۱ |
| ۲۶ مرداد | ا۱۷ وت     | ۱۲:۰۴ | ۱۳ آذر      | ۴ دسامبر   | ۱۱:۵۰ | ۲۱ اسفند    | ۱۲ مارس    | ۱۲:۱۰ |
| ۳۱ مرداد | ۲۲ اوت     | ۱۲:۰۳ | ۱۵ آذر      | ۶ دسامبر   | ۱۱:۵۱ | ۲۴ اسفند    | ۱۸ مارس    | ۱۲:۰۹ |
| ۳ شهریور | ۲۵ اوت     | ۱۲:۰۲ | ۱۷ آذر      | ۸ دسامبر   | ۱۱:۵۲ | ۲۸ اسفند    | ۱۹ مارس    | ۱۲:۰۸ |
| جدول فوق ظهر نصف‌النهاری تابع مبدأ زمان جهانی است. ساعت ظهر محلی، حاصل تفاضل زمانی نصف‌النهار محلی از نصف‌النهار ساعتی است (هر درجه ۴دقیقه ساعتیست). برای نمونه نصف‌النهار ساعتی ایران طول ۵۲٫۵ درجه شرقی است و تهران ۵۱٫۴ درجه شرقی؛ ظهر تهران ۴ دقیقه و ۲۴ ثانیه از جدول فوق دیرتر می‌باشد. |            |       |             |            |       |             |            |       |

## ظهر بعضی شهرها
میانگین ظهر امروز (۲۸ اسفند ۱۴۰۳ خورشیدی) نصف‌النهار ساعتی جهانی و هر منطقه زمانی از جمله ایران: ساعت ۱۲:۰۸ (12:07:58)
ظهر امروز تهران: ساعت ۱۲:۱۲ (طول جغرافیایی مشهد ‏ ‎۵۱/۴° شرقی)
ظهر امروز مشهد: ساعت ۱۱:۴۰ (طول جغرافیایی مشهد ‏ ‎۵۹/۶° شرقی)
ظهر امروز ارومیه: ساعت ۱۲:۳۸ (طول جغرافیایی مشهد ‏ ‎۴۵° شرقی)